# 미셸 스틸
미셸 은주 스틸(영어: Michelle Eunjoo Steel), 한국명 박은주(朴銀珠)는 한국계 미국인 정치인이다. 공화당 소속으로 2021년부터 캘리포니아 지역구의 미국 하원 의원으로 활동하고 있다. 캘리포니아의 동료 공화당 의원 영 김 및 워싱턴 주의 민주당 소속 마릴린 스트릭랜드과 함께 미 국회에 당선된 첫 한국계 여성 의원이다.

## 경력
대한민국 서울특별시 태생으로 한때 일본에도 거주하다가 1975년 미국으로 이주하였다. 1981년 결혼한 남편 숀 스틸(Shawn Steel)도 공화당 소속 정치인이다. 2006년 캘리포니아주 조세형평위원회에 당선되었고 2011년부터는 부위원장을 맡았다. 2014년에는 오렌지군 감독위원회에 당선되었으며, 2017년부터 감독위원장직을 맡았고 2020년 연임하였다. 2019년 도널드 트럼프 행정부에서 아시아계 미국인, 하와이 원주민, 태평양 도민을 위한 백악관 이니셔티브의 자문으로 임명되었다.
2020년 미국 하원의원 선거에서 제48선거구에 출마하여 하원의원으로 당선되었다. 2022년 미국 하원의원 선거에서는 선거구 재조정으로 제45선거구에 출마하여 재선되었다.

## 선거 결과
| 선거명      | 직책명                               | 대수  | 정당   | 득표율 | 득표수      | 결과 | 당락                                 |
| ----------- | ------------------------------------ | ----- | ------ | ------ | ----------- | ---- | ------------------------------------ |
| 2006년 선거 | 조세형평위원회 (캘리포니아 제3구)    | -대   | 공화당 | 56.99% | 1,147,514표 | 1위  | 캘리포니아 조세형평 위원회 위원 당선 |
| 2010년 선거 | 조세형평위원회 (캘리포니아 제3구)    | -대   | 공화당 | 54.80% | 1,325,538표 | 1위  | 캘리포니아 조세형평 위원회 위원 당선 |
| 2014년 선거 | 감독위원회 (오렌지 카운티 제2구)     | -대   | 무소속 | 62.33% | 78,883표    | 1위  | 오렌지 카운티 감독위원회 위원 당선   |
| 2018년 선거 | 감독위원회 (오렌지 카운티 제2구)     | -대   | 무소속 | 63.40% | 80,854표    | 1위  | 오렌지 카운티 감독위원회 위원 당선   |
| 2020년 선거 | 연방하원의원 (캘리포니아 제48선거구) | 117대 | 공화당 | 51.10% | 201,738표   | 1위  | 캘리포니아주 하원의원 당선           |
| 2022년 선거 | 연방하원의원 (캘리포니아 제45선거구) | 118대 | 공화당 | 52.40% | 113,163표   | 1위  | 캘리포니아주 하원의원 당선           |
| 2024년 선거 | 연방하원의원 (캘리포니아 제45선거구) | 119대 | 공화당 | 49.90% | 157,611표   | 2위  | 낙선                                 |